# Leopardus colocolo
El colocolo, gato colocolo o gato del pajonal (Leopardus colocolo) es un mamífero de la familia Felidae. Este felino se encuentra en la gran mayoría de países de Sudamérica, con un hábitat que se expande desde el extremo norte de los Andes hasta el sur de la Patagonia. Los países donde hay presencia son Chile, Colombia, Ecuador, Uruguay, Perú, Bolivia, Brasil, Argentina y Paraguay. Otros nombres científicos usados han sido Oncifelis colocolo, Lynchairulus pajeros, Lynchairulus colocolo, Felis colocola y Felis colocolo.
Un amplio estudio realizado en 2020 lo califica como una especie endémica del centro de Chile que no poseería subespecies.

## Características físicas
Leopardus colocolo es relativamente más grande que el gato doméstico, puede medir aproximadamente de 43 a 80 cm (cabeza y cuerpo) y su cola puede llegar a medir de 23 a 33 cm. Su altura puede llegar a los 35 cm.
Tiene un pelaje largo, cuya coloración puede variar desde un color café amarillento, o rojizo, gris o pardo, se caracteriza por tener unas franjas oscuras en las extremidades y presentar unos anillos de color negro en la cola. Generalmente el color de la zona del pecho es más clara que el resto del cuerpo. Presenta orejas puntiagudas y nariz rosada.

## Ecología
La dieta de Leopardus colocolo es mayoritariamente carnívora, basada en mamíferos, micromamíferos, aves e insectos. Dentro de estos grupos generalmente se alimenta de roedores del género Phyllotis o de la familia de los Chinchillidae, Cricetidae o Caviidae, entre otros. También puede cazar aves de las familias Anatidae o Rallidae.
El amplio rango de distribución de la especie, provoca que Leopardus colocolo se distribuya en una gran variabilidad de características ambientales, de modo que provoca grandes diferencias en el comportamiento de la especie en cada región, por eso en algunas regiones es más nocturno y en otras regiones tiene comportamientos más diurnos.

## Ciclo de vida
La esperanza de vida media de un individuo salvaje de Leopardus colocolo se estima de 9 años, pero puede llegar a vivir hasta los 16 años. Las hembras alcanzan su madurez sexual a los 2 años y las camadas son de entre 1 y 3 crías. El período de gestación dura aproximadamente 80-85 días.

## Hábitat
El Leopardus colocolo es un animal muy versátil, a nivel altitudinal se puede encontrar desde el nivel del mar hasta los 5000 m s. n. m. Dentro de este gran rango, se puede encontrar en una gran variedad de zonas distintas, desde zonas boscosas a zonas más abiertas como la sabana, desierto, matorrales y pastizales hasta zonas más de tipo rocosas. En Argentina se encuentra mayoritariamente en praderas, en Bolivia, Paraguay y Brasil se encuentra en bosques del chaco y en la parte occidental de Sudamérica se encuentra al largo de la cordillera de los Andes llegando hasta Ecuador.

## Amenazas y conservación
Actualmente, esta especie de felino se encuentra en la categoría "Casi amenazado" según los criterios de la IUCN.En países como Brasil y Argentina se encuentra bajo la categoría de "Vulnerable".
Las principales amenazas a las que se enfrenta el colocolo son:
- Pérdida y degradación de hábitat a causa del cambio de uso del suelo para actividades agrícolas y el aumento de áreas urbanas. Concretamente, en Brasil se prevé una disminución del hábitat y disminución poblacional del 14 % en las próximas generaciones. En la parte de Argentina la tendencia poblacional seguiría una disminución a causa de las plantaciones extensivas de soja.
- Las muertes directas a manos del ser humano (atropellamientos y caza en áreas rurales para evitar la depredación de aves de corral y sus huevos)
- Históricamente, como la mayoría de los felinos, Leopardus colocolo ha sido usado como especie cinegética para vender su piel.

Los principales métodos de conservación para esta especie han sido la generación de parques y la prohibición de su caza. Así su conservación se basa en la creación de zonas protegidas en gran parte del rango de presencia de este felino. Alternativamente, se ha hecho una gestión a nivel de legislación para así, evitar su caza e ilegalizarla. Al ser una especie poco estudiada y con pocos datos de su ecología y comportamiento, es necesario continuar con los esfuerzos de investigación para informar factores más específicos que ayuden a prevenir su extinción en el futuro.

## Taxonomía

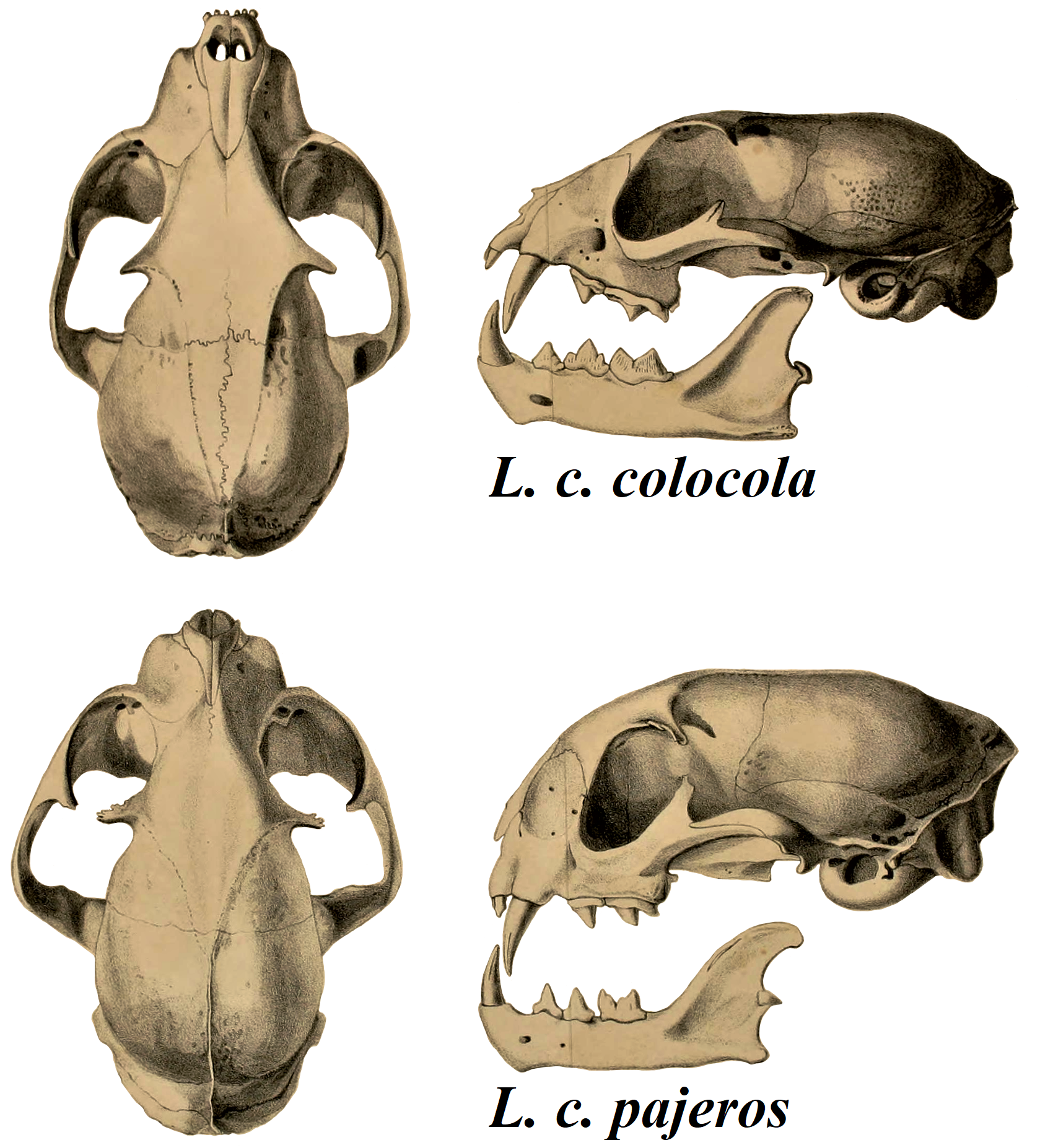
Craneo de L. colocolo y de L. pajeros

Como taxón típico para los gatos del pajonal de América del Sur, la clasificación de Leopardus colocolo en diversas subespecies ha sido un tema de controversia dentro del mundo científico. Algunos estudios propusieron subespecies distintas basadas en el color del pelaje, datos de medidas craneales o estudios genéticos y filogenéticos. Aunque estos estudios proponen hasta 3 subespecies distintas, los resultados más concluyentes de posteriores estudios filogenéticos proponen la presencia de 7 subespecies:
- Leopardus colocolo colocolo (Molina, 1782)
- Leopardus colocolo pajeros (Desmarest, 1816)
- Leopardus colocolo braccatus (Cope, 1889)
- Leopardus colocolo garleppi (Matschie, 1912)
- Leopardus colocolo budini (Pocock, 1941)
- Leopardus colocolo munoai (Ximénez, 1961)
- Leopardus colocolo wolffsohni (Garcia-Perea, 1994)

La gran cantidad de subespecies de Leopardus colocolo, podría deberse a la aislación de poblaciones debido a las fluctuaciones climáticas históricas en la región andina.

### Nueva clasificación
En 2020 se dio a conocer una publicación de Fabio Oliveira do Nascimento, Jilong Cheng y Anderson Feijó, quienes realizaron un estudio taxonómico integrador, combinando la más amplia cobertura morfológica efectuada hasta esa fecha, con datos moleculares y modelos de nicho ecológico, lo que les permitió dilucidar la real composición de especies y probar la validez de las subespecies propuestas. Las múltiples líneas de evidencias morfológicas, moleculares y biogeográficas, así como conjuntos de datos de nichos climáticos, convergieron en el reconocimiento de 5 especies monotípicas:
- L. colocolo
- L. pajeros
- L. braccatus
- L. garleppi
- L. munoai

Contrariamente a los arreglos taxonómicos anteriores, no reconocieron subespecies para ninguna de ellas.